# 德国面疙瘩

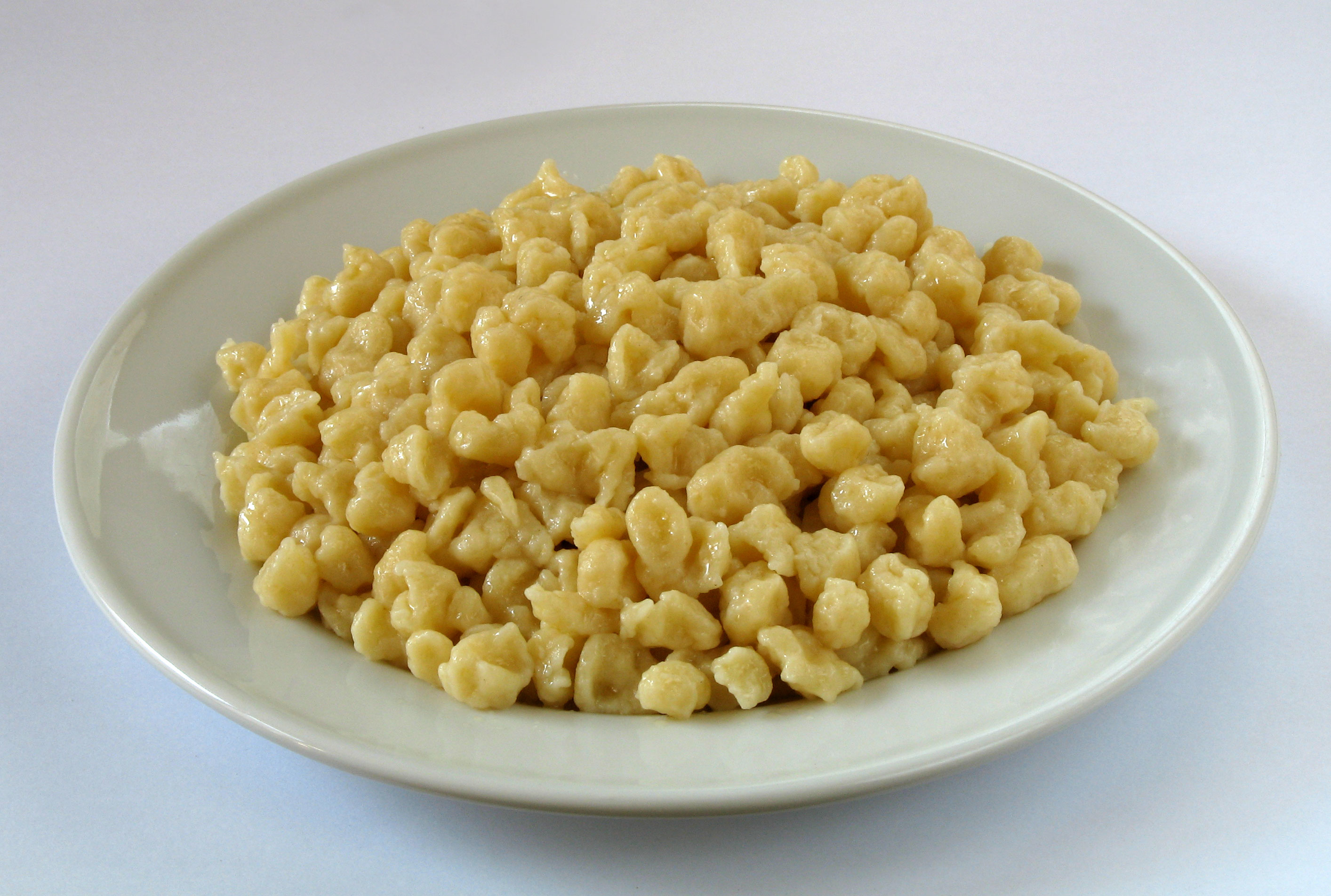
家里自制的德国面疙瘩

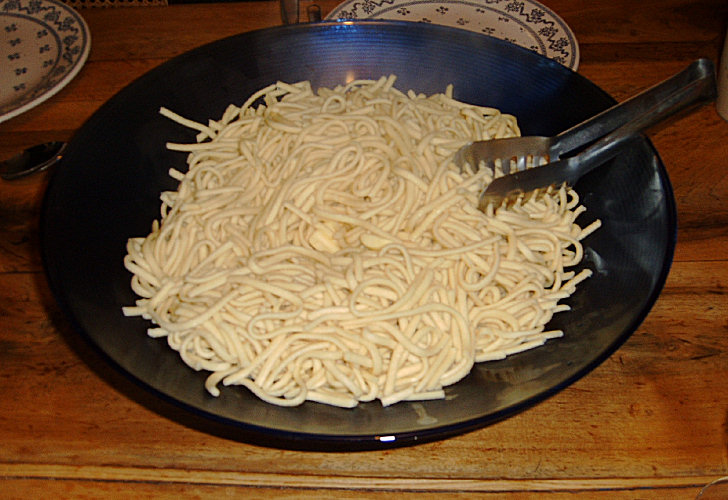
商品化的细条面疙瘩

德国面疙瘩（德语:Spätzle） [ˈʃpɛtslə] ⓘ 在施瓦本方言中简称为 Spatz，意为小鸟雀。瑞士把同一种食物叫做 Spätzli或 Chnöpfli，是德国饮食中常见的一种雞蛋麵，常作为主食。在奥地利、瑞士、匈牙利、阿尔萨斯和波尔扎诺自治省也能见到类似食品。

## 历史
德国面疙瘩的发源地已经不可考，多个地区自称发明了这种面食。Spätzle 一词最早出现在书面记录中是在1725年，尽管也有一些更早的中世纪插画显示人们把类似的食物放进烤箱裡。而面条本身最早可以追溯到4000年前。
今天，德国面疙瘩被认为是士瓦本地区特有的食物。 德国的巴登－符腾堡州和巴伐利亚更是经常和这一食品联系在一起。据估计，德国每年生产大约4万吨面疙瘩。。

## 制作

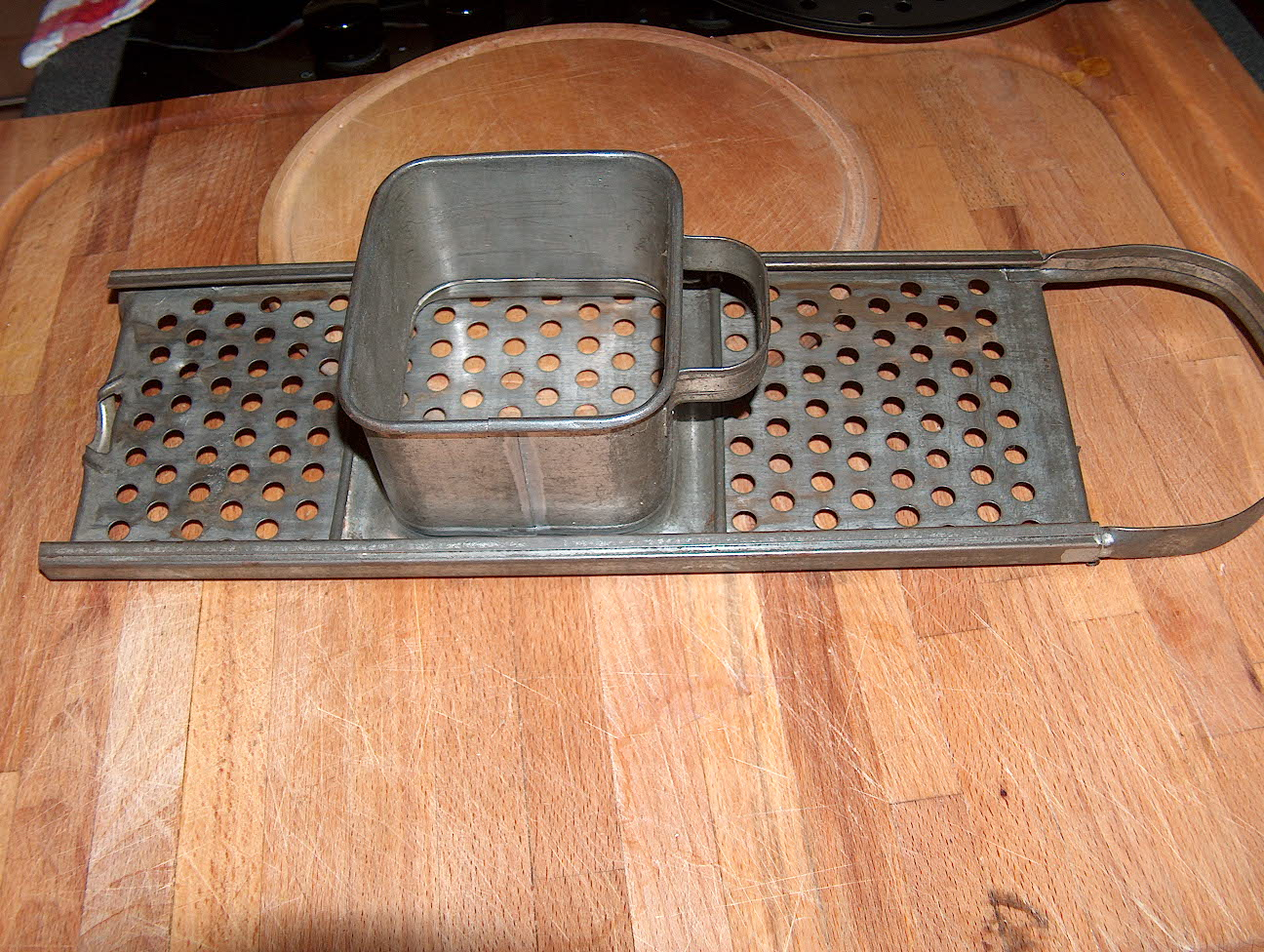
“漏斗”形压面工具

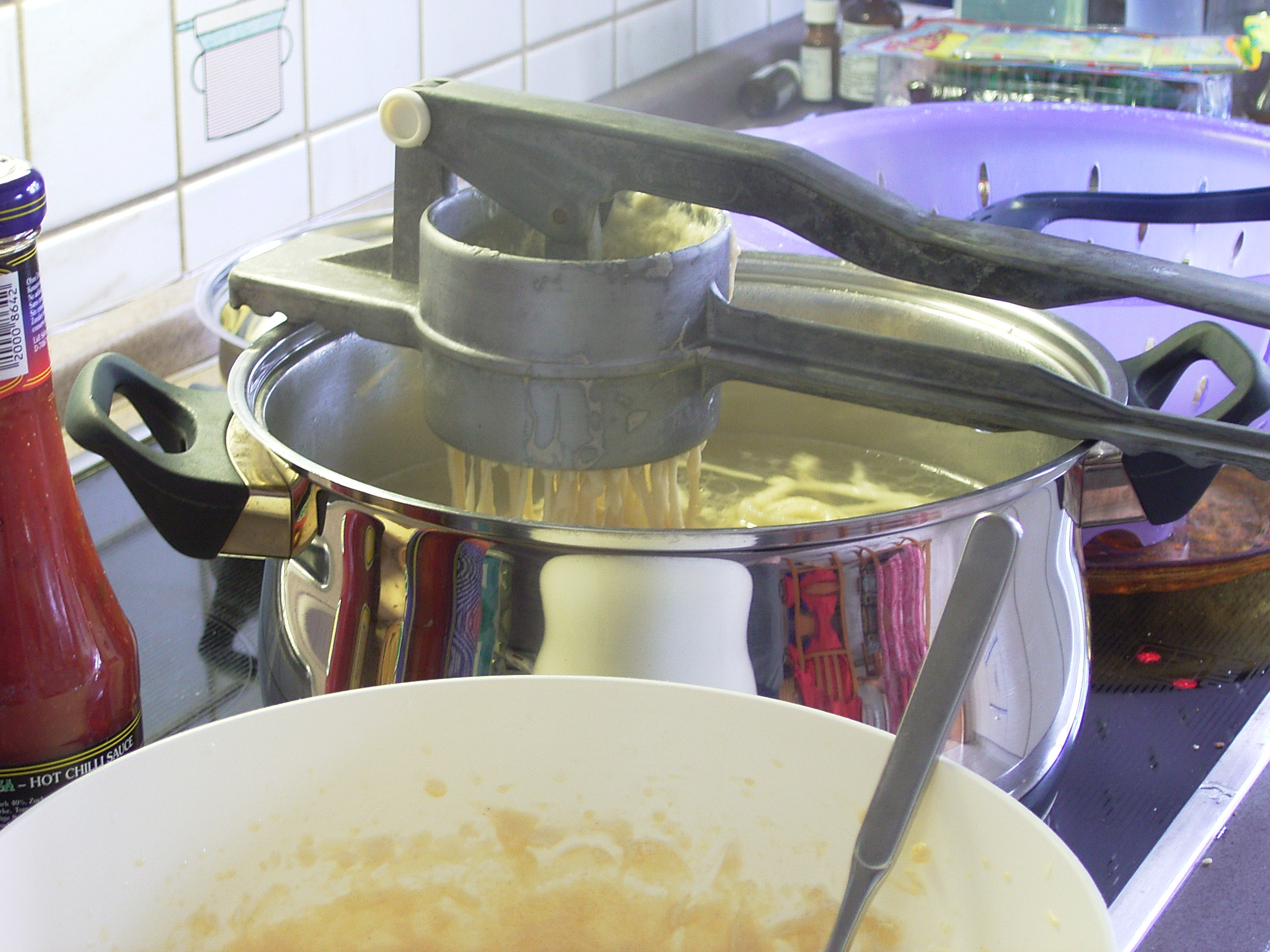
快速制造面疙瘩的工具

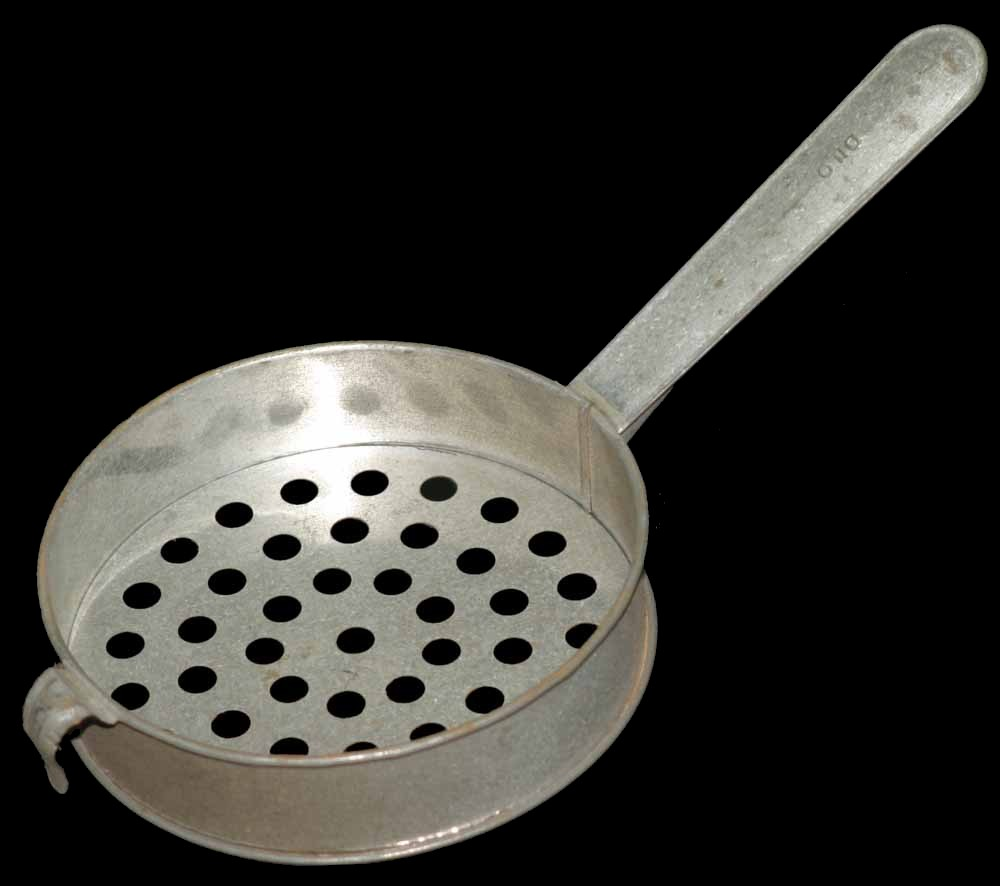
“筛子”形壓麵工具，用餐刀或勺子背面把稍硬的面团压进小洞里。

德国面疙瘩的主要成分是鸡蛋、面粉和盐。为使面团更好揉，通常会加一些水。

传统做法是，把面团在小案板上抹开，用餐刀刮出一块块的面疙瘩，落到下面加盐的沸水里。面疙瘩煮到浮起就可以捞出，沥干备用。
由于传统做法技术性太强，人们发明了几个小工具以协助疙瘩成型。此类工具的基本思想都是让面团通过筛子形的小洞，掉进沸水里。

## 商业产品
德国面疙瘩可以被制成干燥的面食，像一般干燥鸡蛋面一样。商业制作的面疙瘩和自家手工制作的很不一样，往往形状统一，缺乏弹性，口感死板。

## 配菜
德国面疙瘩经常和荤菜一起吃，最好有大量肉汁和面拌到一起。与面疙瘩搭配的例子有洋葱牛排浇卤汁（Zwiebelrostbraten）、酸味燉牛肉和牛肉卷（Rouladen）。